# Yvon Rakotoarimiandry
Yvon Rakotoarimiandry (5 gennaio 1976) è un ex ostacolista malgascio, specializzato nei 400 metri ostacoli.
Dopo aver esordito con la nazionale juniores in Portogallo ai Mondiali juniores, Rakotoarimiandry ha esordito con la nazionale seniores nel 1999 ai Giochi panafricani. Nel 2000, oltre a far parte della spedizione malgascia ai Giochi olimpici di Sydney 2000, ha vinto una medaglia di bronzo in Algeria ai Campionati africani di atletica leggera 2000. Ha preso parte a manifestazioni internazionali ancora per un biennio con la nazionale natia prima di trasferirsi in Francia e competere nel locale campionato.
I suoi due figli, Avotra e Nomena, si sono anche loro dedicati all'atletismo.

## Palmarès
| Anno | Manifestazione           | Sede         | Evento   | Risultato  | Prestazione | Note |
| ---- | ------------------------ | ------------ | -------- | ---------- | ----------- | ---- |
| 1994 | Mondiali juniores        | Lisbona      | 400 m hs | Batteria   | 54"06       |      |
| 1999 | Giochi panafricani       | Johannesburg | 400 m hs | 5º         | 49"91       |      |
| 2000 | Campionati africani      | Algeri       | 400 m hs | Bronzo     | 50"39       |      |
| 2000 | Giochi olimpici          | Sydney       | 400 m hs | Batteria   | 50"15       |      |
| 2001 | Giochi della Francofonia | Ottawa       | 400 m hs | Argento    | 49"53       |      |
| 2001 | Mondiali                 | Edmonton     | 400 m hs | Semifinale | 49"81       |      |
| 2002 | Campionati africani      | Radès        | 400 m hs | 4º         | 51"55       |      |